# Barão de Lourenço Martins
Barão de Lourenço Martins é um título nobiliárquico criado por D. Carlos I de Portugal, por Decreto de 20 de Janeiro de 1908, em favor de Zeferino Lourenço Martins.
Titulares
1. Zeferino Lourenço Martins, 1.º Barão de Lourenço Martins.

Após a Implantação da República Portuguesa, e com o fim do sistema nobiliárquico, usou o título: 
1. Jorge Lourenço Lamares Lourenço Martins, 2.º Barão de Lourenço Martins.